# Janowo (powiat gryficki)
Janowo – wieś w północno-zachodniej Polsce położona w województwie zachodniopomorskim, w powiecie gryfickim, w gminie Karnice.
W latach 1946–1998 miejscowość administracyjnie należała do województwa szczecińskiego. Według danych pod koniec 2004 wieś miała 6 mieszkańców. Od 2018 w miejscowości funkcjonuje Wioska Artystyczna Janowo. W sezonie letnim na scenie Teatru Komedii Impro pokazywane są spektakle adresowane przede wszystkim dla letników pobliskich wczasowisk: Rewala, Pobierowa, Trzęsacza, Niechorza i innych. Oprócz tego we wsi działa sezonowo księgarnia oraz antykwariat.